# Alain Chamfort produit par Sébastien Tellier
Albums de Alain Chamfort
Symphonique Dandy
(2021) L'Impermanence
(2024)
Singles
1. Whisky Glace
Sortie : janvier 2024

Alain Chamfort produit par Sébastien Tellier est un EP d'Alain Chamfort, sorti en janvier 2024. Fruit de la collaboration entre Alain Chamfort et Sébastien Tellier, cet EP contient quatre titres, dont Whisky Glace, qui figurera sur le seizième et dernier album studio de Chamfort, L'Impermanence, produit en parallèle du projet,.

## Liste des titres
| No | Titre                                        | Paroles                  | Musique                           | Durée |
| -- | -------------------------------------------- | ------------------------ | --------------------------------- | ----- |
| 1. | Le Soufre De Nos Peaux                       | Pierre-Dominique Burgaud | Alain Chamfort, Sébastien Tellier | 3:33  |
| 2. | Féminin                                      | Pierre-Dominique Burgaud | Alain Chamfort                    | 2:49  |
| 3. | Whisky Glace (en duo avec Sébastien Tellier) | Pierre-Dominique Burgaud | Alain Chamfort, Sébastien Tellier | 3:00  |
| 4. | La Chair                                     | Pierre-Dominique Burgaud | Alain Chamfort, Sébastien Tellier | 3:32  |